# 心の色
「心の色」（こころのいろ）は、中村雅俊の楽曲で15枚目のシングル。日本コロムビアから1981年11月25日に発売。翌1982年に入り大ヒット曲となった。

## 解説
『心の色』は中村の主演したドラマ『われら動物家族』（TBS系列、1981年度下期）挿入歌であり主題歌。
元々当ドラマの主題歌は堀江淳の歌う『ルージュ』で『心の色』は挿入歌であったが、本曲の反響が大きかったことから第8話以降は主題歌として用いられるようになった。
本曲のヒット当時、『ザ・ベストテン』（TBS系列）、『ザ・トップテン』（日本テレビ系列）ではサザンオールスターズの『チャコの海岸物語』と1位の座を争った縁で桑田佳祐は、後に中村の代表曲の一つとなる『恋人も濡れる街角』を中村のために書き下ろしている。本曲の大ヒットで、中村は1982年末の『第33回NHK紅白歌合戦』へ初出場を果たした。
オリコンチャートの登場週数は28週、チャート最高順位は週間1位、累計69.7万枚のセールスを記録した。
2009年3月7日放送に放送された『地球街道』（テレビ東京系）のロケで中村が作詞者の大津あきらの母から聞いた話によると、大津は実家（山口県長門市仙崎）近くの日本海に沈む美しい夕陽に感動して本曲の歌詞を作ったとのこと。大津逝去の翌年である1998年長門市仙崎の海岸沿いに本曲の歌碑が建てられ、中村のコメントを記した碑が一緒に建っている。

## カバー
作詞者・大津あきらがセルフカバーをしている。
Acid Black Cherryがアルバム『Recreation』にてカバーしている。

## 収録曲
全曲　作詞：大津あきら　編曲：川村栄二
1. 心の色
作曲：木森敏之
2. さらば涙……風の彼方に
作曲：鈴木キサブロー